# Ovidijus Galdikas
Ovidijus Galdikas (nacido el 4 de septiembre de 1988 en Kaunas) es un jugador de baloncesto lituano. Con 2.17 metros de estatura, juega en la posición de pívot.

## Carrera
Galdikas es un poste lituano de gran altura y con gran capacidad de intimidación. Atlético y rápido, destaca por su estatura.
En 2014, firmó con el Asseco Prokom Gdynia con el que ha promediado 11,2 puntos, 10 rebotes y 2,6 tapones por encuentro, siendo el segundo máximo reboteador y mejor taponador de la Liga Polaca.

## Trayectoria
- Žalgiris-Arvydas Sabonis school (2006-2007)
- Vilnius KM-Magnus (2007-2009)
- Anykščiai Puntukas (2009-2012)
- BC Šiauliai (2012-2014)
- Asseco Prokom Gdynia (2014–2015)
- CB Gran Canaria (2015-2016)
- Wilki Morskie Szczecin (2016)
- Utenos Juventus (2016- )